# Frans Gommers
Frans Gommers (5 d'abril de 1917 - 20 d'abril de 1996) fou un futbolista belga.

## Selecció de Bèlgica
Va formar part de l'equip belga a la Copa del Món de 1938. Fou jugador al Beerschot VAC i Standard de Liège, on també fou entrenador.